# 盖玉镇
盖玉镇，原为盖玉乡，是中华人民共和国四川省甘孜藏族自治州白玉县下辖的一个乡镇级行政单位。2018年撤乡设镇。区划代码改为513331103。

## 行政区划
盖玉镇下辖以下地区：
德来村、洛格村、沙拖村、打一西村、如苏村、帮果村、亚达村、洞中村、德沙孔村、协巴村、郎帮村和火龙村。